# Kanton Angers-Est
Der Kanton Angers-Est war von 1790 bis 2015 ein französischer Wahlkreis im Arrondissement Angers, im Département Maine-et-Loire und in der Region Pays de la Loire; sein Hauptort war Angers.
Der Kanton umfasste Wahlberechtigte aus zwei Gemeinden und einem Teil der Stadt Angers: 
| Gemeinde                 | Einwohner Jahr | Fläche km² | Bevölkerungsdichte | Code INSEE | Postleitzahl |
| ------------------------ | -------------- | ---------- | ------------------ | ---------- | ------------ |
| Angers                   | 150.125 (2013) | –          | – Einw./km²        | 49007      | 49100        |
| Le Plessis-Grammoire     | 2335 (2013)    | 9,14       | 255 Einw./km²      | 49241      | 49124        |
| Saint-Barthélemy-d’Anjou | 9077 (2013)    | 14,58      | 623 Einw./km²      | 49267      | 49124        |

Nur der östliche Teil der Stadt Angers gehörte zum Kanton. Hier ist die Gesamteinwohnerzahl angegeben.